# 河北医科大学第一医院
河北医科大学第一医院（英語：The First Hospital of Hebei Medical University），简称河北医大一院，是一所集医疗、科研、教学、预防、保健、康复为一体的大型综合三级甲等医院，位于中华人民共和国河北省石家庄市裕华区东岗路89号，建筑面积近20万平方米，拥有床位2000余张，职工2519人。2021年7月，河北省卫生健康委员会批准河北医科大学第一医院加挂“首都医科大学宣武医院河北医院”作为第二名称，积极推动国家区域医疗中心试点项目建设。

## 历史沿革
医大一院始建于1971年6月26日，当时所在地为陕西省华阴县，是华山冶金医学专科学校附属医院（隶属于冶金工业部）。
1988年，华山冶金医学专科学校搬迁到石家庄市。
1995年，华山冶金医学专科学校并入河北医科大学。
1996年，医院改名为河北医科大学第五医院。
2002年，医院正式定名为河北医科大学第一医院。
2019年5月18日，医大一院元氏院区正式开诊。
2020年1月1日，医大一院全面托管石家庄循环化工园区医院。
2020年11月30日，省内首个5G病房综合楼在医大一院启用。
2021年7月27日，“首都医科大学宣武医院河北医院”开始作为医大一院的第二名称。